# Christian Ahrendt
Christian Ahrendt (* 7. Mai 1963 in Lübeck) ist ein deutscher Politiker (FDP) und war vom 7. Januar 2013 bis Januar 2025 Vizepräsident des Bundesrechnungshofes. Von 2009 bis 2012 war er einer der vier Parlamentarischen Geschäftsführer der FDP-Bundestagsfraktion.
Von 2007 bis 2012 war Ahrendt Landesvorsitzender der FDP Mecklenburg-Vorpommern.

## Leben
Nach dem Abitur 1984 an der Friedrich-List-Schule in Lübeck absolvierte Ahrendt ein Studium der Rechtswissenschaft an der Universität Hamburg, das er 1990 mit der Ersten juristischen Staatsprüfung beendete. Nach Ableistung des Referendariats bestand er die Zweite juristische Staatsprüfung. Seit 1994 ist er als selbständiger Rechtsanwalt tätig. Ahrendt ist Fachanwalt für Insolvenzrecht und Fachanwalt für Steuerrecht.
Christian Ahrendt ist verheiratet und hat zwei Töchter.

## Politische Laufbahn
2002 wurde Ahrendt, der zuvor der CDU angehört hatte, Mitglied der FDP. Von 2003 bis 2007 war er Landesschatzmeister der FDP in Mecklenburg-Vorpommern und ab 2004 Vorsitzender des FDP-Kreisverbandes Schwerin.
Im April 2007 wurde er als Nachfolger von Hans Kreher zum Vorsitzenden der FDP in Mecklenburg-Vorpommern gewählt. Als die FDP bei der Landtagswahl in Mecklenburg-Vorpommern 2011 ihren Wiedereinzug ins Parlament deutlich verfehlte, kündigte Ahrendt noch am Wahlabend in Schwerin seinen Rücktritt als Landesvorsitzender an. Am 28. November 2011 wurde er auf dem Landesparteitag in Warnemünde dann aber als Landesvorsitzender wiedergewählt. Im Oktober und November 2012 wurde er vom Bundestag und vom Bundesrat zum Vizepräsidenten des Bundesrechnungshofes gewählt. Im Dezember 2012 trat er daraufhin vom Landesvorsitz zurück. Von 2007 bis 2013 gehörte er dem FDP-Bundesvorstand an.

### Bundestagsabgeordneter
Ahrendt war von 2005 bis 2013 Mitglied des Deutschen Bundestages.
Christian Ahrendt war stets über die Landesliste Mecklenburg-Vorpommern in den Bundestag eingezogen. Am 26. Oktober 2009 wurde Ahrendt von der Bundestagsfraktion der FDP zum Parlamentarischen Geschäftsführer gewählt. Ab dem 12. November 2009 war er Mitglied des Rechtsausschusses und rechtspolitischer Sprecher der FDP-Bundestagsfraktion. Am 8. Januar 2013 legte er sein Bundestagsmandat nieder. Sein Nachfolger wurde Hagen Reinhold.